# Начез (Луизијана)
Начез (енгл. Natchez) град је у америчкој савезној држави Луизијана.

## Демографија
По попису из 2010. године број становника је 597, што је 14 (2,4%) становника више него 2000. године.
| Група             | 2000.       | 2010.       |
| Белци             | 27 (4,6%)   | 50 (8,4%)   |
| Афроамериканци    | 536 (91,9%) | 530 (88,8%) |
| Азијати           | 0 (0,0%)    | 0 (0,0%)    |
| Хиспаноамериканци | 7 (1,2%)    | 11 (1,8%)   |
| Укупно            | 583         | 597         |